# Путешественник с багажом
«Путешественник с багажом» — художественный фильм режиссёра Ильи Фрэза 1966 года, снятый по мотивам одноимённой повести Владимира Железникова.
Сева Щеглов из алтайского совхоза едет в пионерский лагерь «Артек». Поезд останавливается в Москве, и мальчик решает разыскать отца, который оставил семью восемь лет назад.

## В ролях
- Володя Костин — Сева Щеглов
- Витя Климов — Гелий
- Владимир Земляникин — Щеглов, отец Севы
- Людмила Хитяева — мать Севы
- Евгений Весник — Иван Сергеев, попутчик Севы в поезде
- Михаил Пуговкин — шофёр такси
- Виктор Авдюшко — Чистов, директор совхоза
- Татьяна Пельтцер — пассажирка автобуса (учительница немецкого языка)
- Ольга Наровчатова — девушка на скамейке, медсестра

## Съёмочная группа
- Режиссёр: Илья Фрэз.
- Сценарист: Владимир Железников (при участии Ильи Фрэза).
- Главный оператор: Михаил Кириллов.
- Композитор: Николай Яковлев (Нектариос Чаргейшвили).